# Niżnij Dubowiec
Niżnij Dubowiec (ros. Нижний Дубовец) – wieś (ros. деревня, trb. dieriewnia) w zachodniej Rosji, centrum administracyjne sielsowietu czermosznianskiego w rejonie miedwieńskim (obwód kurski).

## Geografia
Miejscowość położona jest nad Dubowcem (prawy dopływ rzeki Połnaja w dorzeczu Sejmu), 11 km na północny wschód od centrum administracyjnego rejonu (Miedwienka), 33 km na południowy wschód od Kurska, 11,5 km od drogi magistralnej (federalnego znaczenia) M2 «Krym».
We wsi znajduje się 87 posesji.
Klimat
Miejscowość, jak i cały rejon, znajduje się w strefie klimatu kontynentalnego z łagodnym ciepłym latem i równomiernie rozłożonymi opadami rocznymi (Dfb w klasyfikacji klimatów Köppena).

## Demografia
W 2010 r. wieś zamieszkiwało 218 osób.